# Вальченко, Артём Александрович
Артём Александрович Вальченко (укр. Артем Олександрович Вальченко; род. 3 апреля 1984 года, Киев) — украинский легкоатлет, мастер спорта Украины международного класса по спортивной ходьбе. Выступал за сборную Украины по лёгкой атлетике в 2004—2007 годах. Бронзовый призёр Кубка Европы 2005 года в командном зачёте в ходьбе на 20 км. Победитель зимнего чемпионата Украины 2006 года в ходьбе на 20 км. Двукратный серебряный призёр зимнего чемпионата Украины (2004, 2007) в ходьбе на 20 км. Бронзовый призёр зимнего чемпионата Украины 2005 года в ходьбе на 20 км. Бронзовый призёр чемпионата Украины в помещении 2006 года в ходьбе на 10000 м.

## Спортивная карьера
В 2004 году принял участие в Кубке мира в Наумбурге (Германия), заняв 57 место в заходе на 20 км.
В 2005 году участвовал в Кубке Европы в Мишкольце (Венгрия), занял 13 место в заходе на 20 км и стал бронзовым призёром в командном зачёте. Также участвовал в чемпионате Европы среди молодёжи в Эрфурте (Германия), где занял 8 место в заходе на 20 км.
В 2006 году принял участие в Кубке мира в Ла-Корунье (Испания), заняв 85 место в заходе на 20 км.
В 2007 году участвовал в Кубке Европы в Ройал-Лемингтон-Спа (Великобритания), заняв 22 место в заходе на 20 км.